# Ambrósio Zografos

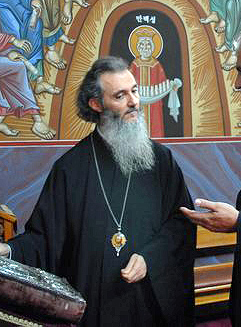
Ambrósio Zografos

Ambrósio (em grego:  Αμβρόσιος, nome secular Aristotelis Zografos, em grego:  Αριστοτέλης Ζωγράφος; nascido em 15 de março de 1960, Egina, Grécia) é um bispo do Patriarcado Ecumênico de Constantinopla com o título de Metropolita da Coreia e Exarca do Japão  desde 2008. Ele também é professor do Departamento de Estudos Gregos da Universidade Hankuk de Estudos Estrangeiros.

## Vida
Ambrósio nasceu na ilha de Egina, na Grécia, em 15 de março de 1960.
Em 1983, formou-se na Escola de Teologia da Universidade de Atenas.
Em 1985 foi ordenado diácono e em 1991 Sacerdote.
De 1988 a 1989, serviu na biblioteca e na Galeria de Ícones do Mosteiro de Santa Catarina no Monte Sinai, no Egito. Em dezembro de 1998, obteve o título de doutorado com distinção pela Escola de Teologia da Universidade de Atenas.
Em 23 de dezembro de 1998, ele chegou à Coréia do Sul para servir como reitor da Catedral Ortodoxa de São Nicolau em Seul. Em 21 de dezembro de 2006, foi eleito bispo auxiliar da Metrópole da Coreia e bispo de Zelon pelo Santo Sínodo do Patriarcado Ecumênico.
O Bispo Ambrósio foi eleito para o cargo de Metropolita da Coreia em 28 de maio de 2008, e foi consagrado em 20 de julho de 2008, na Catedral de São Nicolau em Seul.
Ele recebeu uma cidadania honorária de Seul em 2010.
Em 28 de novembro de 2016, ele foi eleito presidente do Conselho Nacional de Igrejas da Coreia e serviu por um ano.